# Wietnam na Letnich Igrzyskach Olimpijskich 1980
Wietnam na Letnich Igrzyskach Olimpijskich 1980 reprezentowało trzydzieścioro zawodników: 22 mężczyzn i 8 kobiet. Był to siódmy występ reprezentacji z Wietnamu na letnich igrzyskach olimpijskich, lecz pierwszy jako reprezentacji całego kraju (przedtem występował wyłącznie Wietnam Południowy).

## Skład kadry

### Lekkoatletyka
Kobiety
- Trần Thanh Vân - 100 metrów - odpadła w eliminacjach
- Trần Thị Ngọc Anh

200 metrów - odpadła w eliminacjach
400 metrów - odpadła w eliminacjach
- Trịnh Thị Bé - 1500 metrów - odpadła w eliminacjach
- Nguyễn Thị Hoàng Na - skok w dal - 19. miejsce

Mężczyźni
- Lê Quang Khải - 1500 metrów - odpadł w eliminacjach
- Nguyễn Quyễn - maraton - 50. miejsce
- Dương Đức Thủy - trójskok - 19. miejsce

### Pływanie
Mężczyźni
- Tô Văn Vệ

100 metrów st. dowolnym - odpadł w eliminacjach
200 metrów st. dowolnym - odpadł w eliminacjach
- Lâm Văn Hoành - 100 metrów st. grzbietowym - odpadł w eliminacjach
- Phạm Văn Thành - 200 metrów st. grzbietowym - odpadł w eliminacjach
- Nguyễn Mạnh Tuấn - 100 metrów st. klasycznym - odpadł w eliminacjach
- Trần Dương Tài - 200 metrów st. klasycznym - odpadł w eliminacjach
- Nguyễn Ðăng Bình - 100 metrów st. motylkowym - odpadł w eliminacjach
- Thương Ngọc Tơn - 200 metrów st. motylkowym - odpadł w eliminacjach
- Phạm Văn Thành, Nguyễn Mạnh Tuấn, Thương Ngọc Tơn, Tô Văn Vệ - 4 × 100 metrów st. zmiennym - odpadli w eliminacjach

Kobiety
- Chung Thị Thanh Lan - 100 metrów st. dowolnym - odpadła w eliminacjach
- Nguyễn Thị Hồng Bích

100 metrów st. grzbietowym - odpadła w eliminacjach
200 metrów st. grzbietowym - odpadła w eliminacjach
- Phạm Thị Phú - 100 metrów st. klasycznym - odpadła w eliminacjach
- Hoàng Thị Hoà - 200 metrów st. klasycznym - odpadła w eliminacjach

### Strzelectwo
Mężczyźni
- Nguyễn Quốc Cường - pistolet szybkostrzelny 25 m - 23. miejsce
- Nguyễn Đức Uýnh - pistolet szybkostrzelny 25 m - 26. miejsce
- Phan Huy Khảng - pistolet 50 m - 20. miejsce
- Ngô Hữu Kính - pistolet 50 m - 22. miejsce
- Nguyễn Tiến Trung

Karabin małokalibrowy, trzy postawy 50 m - 29. miejsce
Karabin małokalibrowy, leżąc 50 m - 48. miejsce
- Nghiêm Văn Sẩn - karabin małokalibrowy, trzy postawy 50 m - 35. miejsce
- Lê Minh Hiển - karabin małokalibrowy, leżąc 50 m - 44. miejsce

### Zapasy
Mężczyźni
- Nguyễn Văn Công - waga ekstralekka, styl wolny - niesklasyfikowany
- Nguyễn Kim Thiềng - waga musza, styl wolny - niesklasyfikowany
- Phạm Văn Tý - waga kogucia, styl wolny - niesklasyfikowany
- Phí Hữu Tình - waga piórkowa, styl wolny - niesklasyfikowany
- Nguyễn Ðình Chi - waga lekka, styl wolny - niesklasyfikowany